# Pico do Facho (Santa Cruz da Graciosa)
O Pico do Facho é uma elevação portuguesa localizada na freguesia de Santa Cruz da Graciosa , no concelho de Santa Cruz da Graciosa, ilha Graciosa, arquipélago dos Açores.
Este acidente geológico tem o seu ponto mais elevado a 375 metros de altitude acima do nível do mar e situa-se no complexo da Serra das Fontes, próximo do lugar das Fontes.
É um dos poucos locais da ilha onde ainda há vestígios da flora nativa, constituída por urze (Erica azorica) e faia-da-terra (Morella faya).